# Damen med kameliorna
Damen med kameliorna är en svensk dramafilm från 1925 i regi av Olof Molander. Filmen premiärvisades 12 oktober 1925. 
Filmen spelades in i Filmstaden Råsunda och Svenska Teatern i Stockholm av Gustav A. Gustafson. Förlaga är Alexandre Dumas roman  La dame aux camélias (Kameliadamen) från 1848, dramatiserad och uruppförd 1853. 

## Rollista i urval
- Tora Teje – Marguerite Gautier, kurtisan
- Uno Henning – Armand Duval, advokat
- Nils Arehn – George Duval, hans far
- Hilda Borgström – Prudence Duvernoy, Marguerites väninna
- Paul Lane – greve (François) Erneste de Giray
- Sven Bergvall – greve Alphonse de Varville
- Carl Browallius – hertig de Mauriac
- Torsten Winge – Gaston Rieux, jurist, flickjägare
- Alfred Lundberg – A. Morizot, advokat
- Lisskulla Jobs – Blanche Duval, Armans syster
- Ragnar Arvedson – Blanches fästman
- Karin Lundberg-Sachs – Nanine, Marguerites kammarjungfru
- Ester Textorius – Olympe
- Margit Manstad – Nichette
- Tore Lindwall – Gustave